# Linea 3 (metropolitana di Busan)

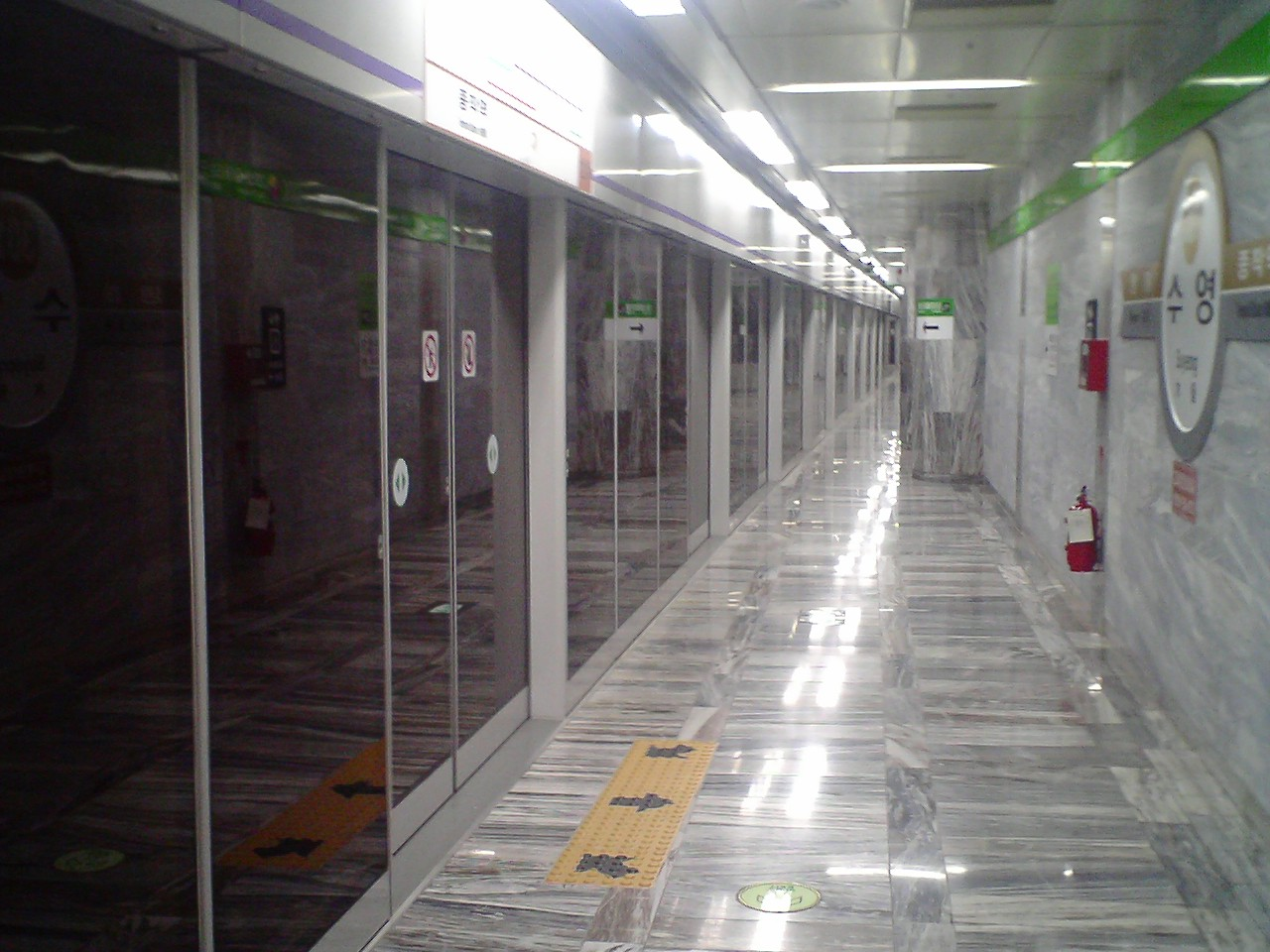
Porte di banchina ai treni in una stazione della Linea 3

La linea 3 della metropolitana di Busan è  una linea di metropolitana inaugurata nel 2005, e ha un percorso che parte da ovest (Suyeong) e arriva a est (Daejeo) della città di Busan, in Corea del Sud. Il colore che identifica la linea è il marrone.

## Storia
La linea fu costruita tra il 1997 e il 2005 e fu inaugurata il 28 novembre 2005. Attualmente è servita da treni composti da 4 carrozze ciascuno, caratterizzate dal fatto che i passeggeri possono passare da una carrozza ad un'altra. In fase di progettazione la Linea 3 doveva avere anche una diramazione che in seguito è stata ampliata fino a diventare la Linea 4.
In seguito ad un incendio nella Metropolitana di Taegu nel 2003 le autorità hanno deciso di equipaggiare tutte le stazioni della linea con porte di banchina che impediscono ai passeggeri di andare sui binari e che si aprono al passaggio del treno.
La Linea 3 ha notevolmente migliorato l'efficienza dell'intero sistema in quanto consente ai passeggeri che viaggiano da ovest a est di raggiungere l'estremo opposto con un tragitto diretto e in un tempo decisamente inferiore alla Linea 2, che invece prosegue a sud per poi deviare ad est solo dopo alcuni chilometri.
Un percorso lungo l'intera linea impiega circa 34 minuti.

## Stazioni
| Linea 3 (3호선) |                                      |                            |
| #               | Stazione Italiano, Hangŭl, Hanja     | Collegamenti               |
| 301             | Suyeong 수영 水營                    | Linea 2                    |
| 302             | Mangmi 망미 望美                     |                            |
| 303             | Baesan 배산 盃山                     |                            |
| 304             | Mulmangol 물만골                     |                            |
| 305             | Yeonsan 연산 蓮山                    | Linea 2                    |
| 306             | Geoje 거제 巨堤                      |                            |
| 307             | Sports Complex 종합운동장 綜合運動場 |                            |
| 308             | Sajik 사직 社稷                      |                            |
| 309             | Minam 미남 美南                      | Linea 4                    |
| 310             | Mandeok 만덕 萬德                    |                            |
| 311             | Namsanjeong 남산정 南山亭            |                            |
| 312             | Sukdeung 숙등 淑嶝                   |                            |
| 313             | Deokcheon 덕천 德川                  | Linea 2                    |
| 314             | Gupo 구포 龜浦                       | Korail Linea Gyeongbu, KTX |
| 315             | Gangseo-gu Office 강서구청 江西區廳  |                            |
| 316             | Sports Park 체육공원 體育公園        |                            |
| 317             | Daejeo 대저 大猪                     | Linea Gimhae               |